# Université d'État de Pittsburg
Ne doit pas être confondu avec Université de Pittsburgh.
L'université d'État de Pittsburg (en anglais : Pittsburg State University) est une université publique située à Pittsburg au Kansas, surnommée Pitt State.
L'université est fondée en 1903 comme une annexe de l'école normale d'Emporia. Elle devient un établissement d'enseignement supérieur à part entière dix ans plus tard, sous le nom de Kansas State Teachers College. Elle est par la suite renommée Kansas State College of Pittsburg (1959) puis Pittsburg State University (1977).
Comme plusieurs autres universités publiques du Kansas, elle se trouve sous l'autorité du conseil des régents du Kansas (en anglais : Kansas Board of Regents).
Leur programme d’athlétisme s’appelle les Gorilles de l’Université d’État de Pittsburg. 